# Park Sang-young

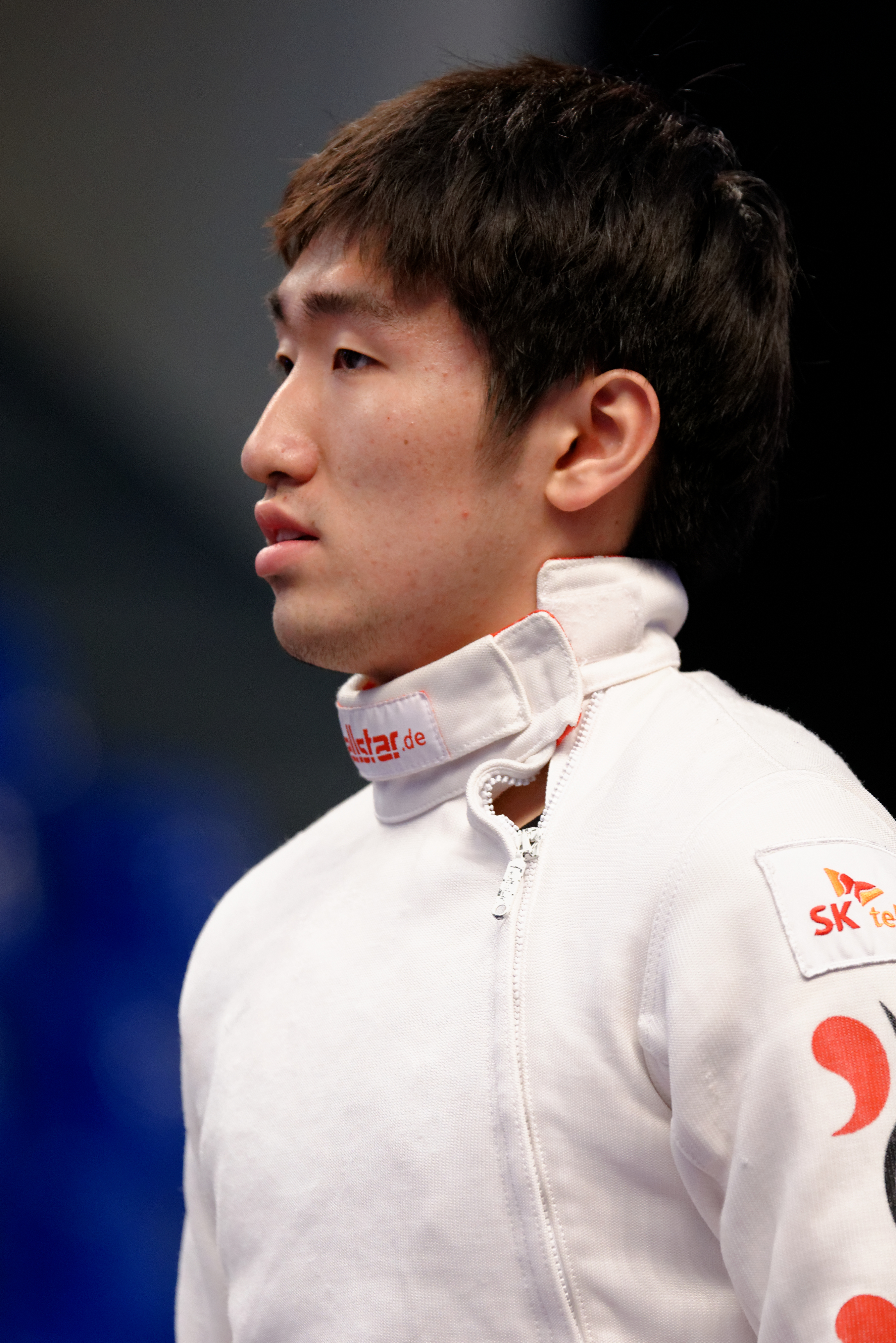
Park Sang-young (2014)

Park Sang-young (* 16. Oktober 1995 in Jinju) ist ein südkoreanischer Degenfechter und Olympiasieger.

## Erfolge
Park Sang-young gewann die Juniorenweltmeisterschaften 2014 in Moskau im Degen-Einzel. 2014 gewann er jeweils im Einzel den Grand Prix du Qatar und Grand Prix de Berne, mit der Mannschaft holte er Silber bei den Weltmeisterschaften. Bei einem Grand Prix in Budapest Anfang 2015 verletzte er sich schwer am Knie, so dass er ein Jahr pausieren musste. Nach seiner Genesung holte er Silber bei den Asienmeisterschaften 2016 in Wuxi und gewann bei den Olympischen Spielen 2016 in Rio de Janeiro Gold im Einzel. Im Finalgefecht lag er gegen Géza Imre zwischenzeitlich 11:14 zurück und startete eine Aufholjagd bis 15:14. Bei den 2021 ausgetragenen Olympischen Spielen 2020 in Tokio gewann Park mit der Mannschaft die Bronzemedaille.